# رمبة (قرية الخير)
رمبة (بالفارسية: رمبه) هي قرية تقع في إيران في البلدة المركزية. يقدر عدد سكانها بـ 299 نسمة بحسب إحصاء 2016.